# August Ferdinand von Brehmer
August Ferdinand von Brehmer (* 24. November 1742 in Burg bei Magdeburg; † 2. September 1829 in Ratibor) war ein preußischer Generalmajor.

## Leben

### Herkunft
Seine Eltern waren der Geheimrat Justus (Gustav) Leberecht von Brehmer und dessen Ehefrau Johanne Philippine, geborene von Stahr. Der Generalmajor Johann Friedrich von Brehmer (1737–1802) war sein Bruder.

### Militärkarriere
Brehmer besuchte ab dem 28. November 1754 das Kadettenhaus in Berlin und wurde am 25. Mai 1757 als Junker im Kürassierregiment „von Kyaw“ der Preußischen Armee angestellt. Im Siebenjährigen Krieg kämpfte er in den Schlachten bei Breslau, Leuthen, Hochkirch, Kay, Kunersdorf, Torgau, Reichenbach sowie der Belagerung von Schweidnitz. Bei Torgau wurde er in den Arm geschossen. In der Zeit wurde er am 5. Februar 1758 zum Kornett und am 18. Februar 1760 zum Leutnant befördert. Als solcher nahm Brehmer 1778/79 am Bayerischen Erbfolgekrieg teil. Bis Ende Oktober 1787 avancierte er zum Rittmeister und Kompaniechef. Am 5. Februar 1791 stieg er zum Major auf und wurde am 10. Juli 1793 Eskadronchef. Als solcher kämpfte Brehmer 1794/95 im Feldzug in Polen. Am 14. Januar 1798 wurde er dann zum Regimentskommandeur ernannt und in dieser Stellung am 27. Mai 1799 zum Oberstleutnant sowie am 26. Mai 1801 zum Oberst befördert. Auf Grund seines schlechten Gehörs erhielt Brehmer am 2. Mai 1806 seine Demission als Generalmajor mit einer Pension von 800 Talern. Er starb am 2. September 1829 in Ratibor.

### Familie
Brehmer heiratete im Jahr 1783 Maria Bonn (* 1751; † 7. Januar 1812), Witwe des Heinrich Schalscha von Ehrenfeld († 6. Oktober 1782). Der gemeinsame Sohn August (* 1784) wurde preußischer Hauptmann. Seine Frau brachte zudem einen Sohn mit in die Ehe, den späteren Oberlandesgerichtsrat Heinrich Schalscha von Ehrenfeld (* 25. März 1782; † 23. März 1842).